# Idalus mossi
Idalus mossi är en fjärilsart som beskrevs av Rothschild. Idalus mossi ingår i släktet Idalus och familjen björnspinnare. Inga underarter finns listade i Catalogue of Life.